# Lufthansa CityLine
A Lufthansa CityLine GmbH (IATA: CL, ICAO: CLH, Hívójel: HANSALINE) német légitársaság, amelynek a székhelye a müncheni repülőtéren található. A Lufthansa leányvállalata, amely a frankfurti és a müncheni repülőtéren tart fenn bázisokat, ahonnan a Lufthansa Regional tagjaként belföldi és európai járathálózatot üzemeltet.

## Története

### Korai évek

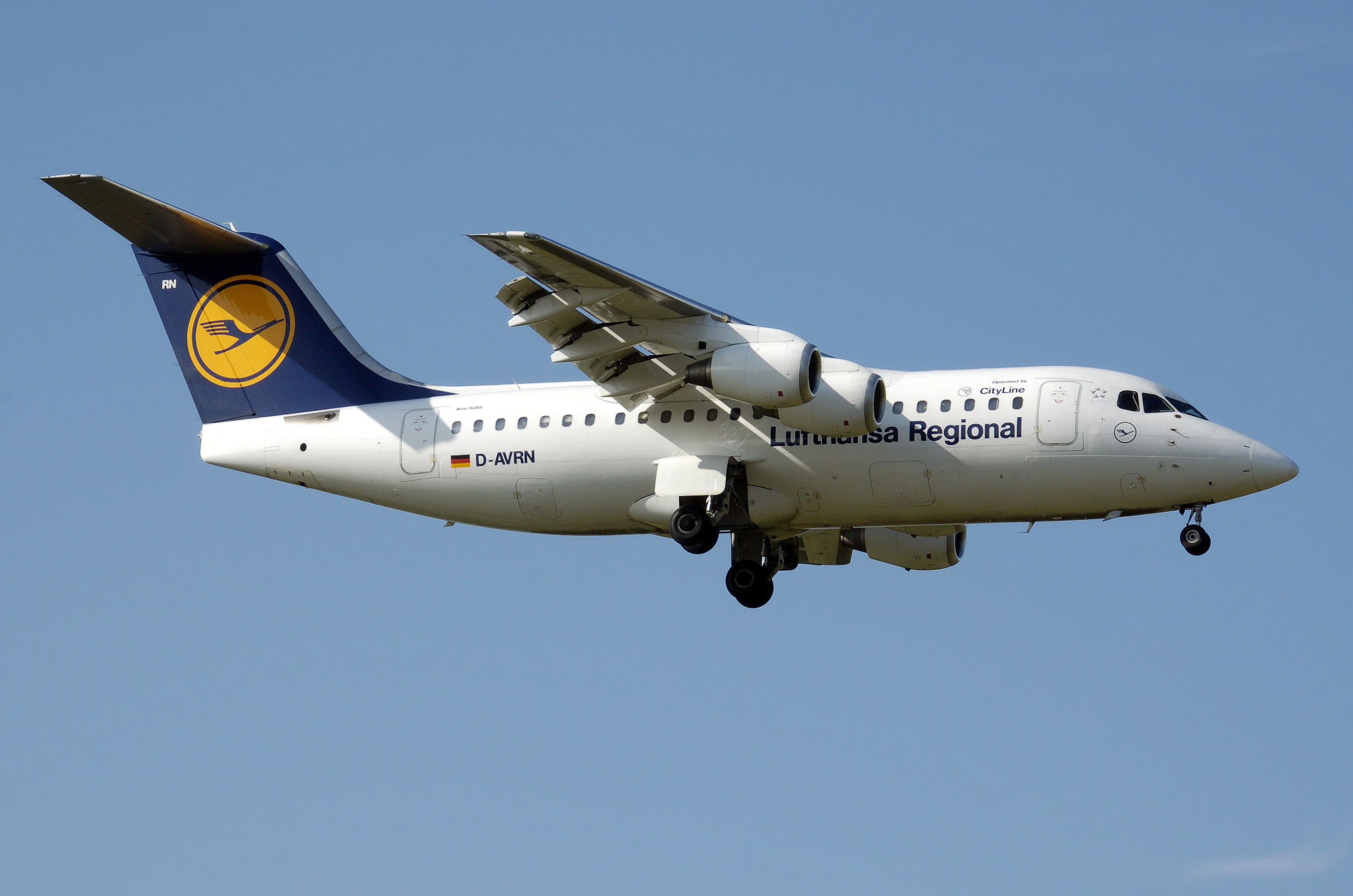
A Lufthansa CityLine korábbi Avro RJ85-ös repülőgépe leszállás közben

A légitársaságot 1958-ban alapították Ostfriesische Lufttaxi (OLT) néven Emdenben, majd 1970-ben megváltoztatta a nevét Ostfriesische Lufttransport-ra (OLT) , amely 2013-ig önálló légitársaságként létezett. 1974. október 1-jén átszervezték és átnevezték DLT Luftverkehrsgesellschaft mbH-ra, amely 1978-ban kezdett együttműködni a Lufthansával rövid távú nemzetközi járatokon.
1989-re minden tevékenysége a Lufthansa nevében történt. 1992 márciusában a DLT a Lufthansa teljes tulajdonú leányvállalata lett, és átnevezték Lufthansa CityLine-ra. A légitársaság 3332 alkalmazottat foglalkoztatott, akik közül 2011. december 31-én 664 fő pilóta, 849 fő kabinszemélyzet, 819 fő pedig a műszaki és adminisztratív területen dolgozott.
A Lufthansa 2007. április 17-én 30 darab Embraer E190/E195 és 15 darab Bombardier CRJ900 repülőgépre adott megrendelést a CityLine BAe 146 és Avro RJ repülőgépekből álló flottájának lecserélésének céljából. Az utolsó Avro RJ85-ös 2012. augusztus 27-én szállt fel a Köln–Bonn repülőtérről LH1985 járatszámmal.

### A 2014 óta történt fejlesztések

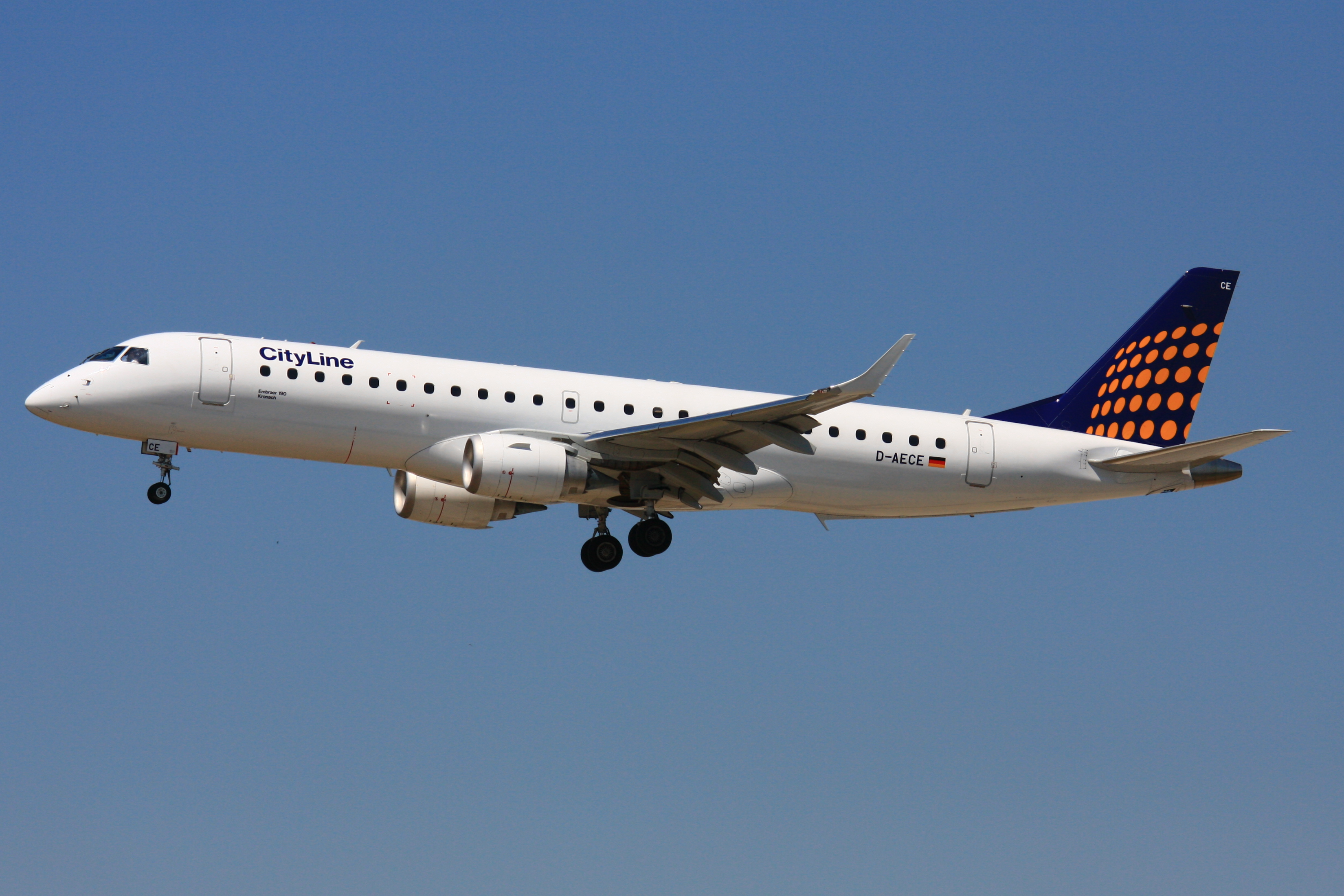
A Lufthansa CityLine Embraer 190-es repülőgépe a Lufthansa jellegzetes daruja nélkül

2014 végén az anyavállalata bejelentette, hogy nyolc Airbus A340-300-as repülőgépét átadja a CityLine-nak. A nagy sűrűségű konfigurációra való átalakítás után ezek a repülőgépek a CityLine tulajdonába kerülnének, és a cég pilótái üzemeltetnék őket, de 2015-től a Lufthansa visszabérelné, hogy szabadidős útvonalakon használják őket, amelyeket ezenkívül a Lufthansa utaskísérői szolgálnák ki. 2017 októberében új munkaügyi megállapodás született a Lufthansa és a pilóták szakszervezetei között. E megállapodás részeként fokozatosan megszűnt a Lufthansa CityLine nyolc Airbus A340-esének üzemeltetése a Lufthansa nevében.
A Lufthansa 2018 elején bevezetett új arculatának részeként a Lufthansa CityLine által üzemeltetett Lufthansa Regional repülőgépek is megkapták az új festést: a Lufthansa Regional neve eltűnt a törzsről, és helyükre a Lufthansa felirat került.
2020 augusztusában a vállalat visszaadta hat Airbus A340-300-as hosszú távú repülőgépét, amelyeket a Lufthansa számára működtetett, a módosított szabadidős útvonalstratégiája részeként. 2022 tavaszán a légitársaság az utolsó két megmaradt Embraer 195-ösét átadta az Air Dolomiti számára. Ugyanebben az időben két Airbus A321P2F átalakított teherszállító repülőgép üzemeltetését kapták meg feladatul a Lufthansa Cargo megbízásából, valamint több Airbus A319-100-as repülőgépet, amelyeket a Lufthansa számára üzemeltetnek.

## Vállalati adatok
A légitársaság központja korábban a Köln–Bonn repülőtéren volt. 1998-ban a légitársaság az említett repülőtér biztonsági területére költöztette irodáit, a több részlege azonban Münchenben volt. 2009-ben a légitársaság székhelyét a Köln–Bonn repülőtér egykori adminisztratív épületébe költöztette. 2013 májusában bejelentették, hogy a CityLine vezetői és adminisztrációs irodáit Kölnből Münchenbe költöztetik. A költözés 2014 szeptemberében fejeződött be. A vállalat központja onnantól kezdve a müncheni repülőtéren a Flight Operations Center (FOC) épületében található.

## Flotta

### Jelenlegi flotta

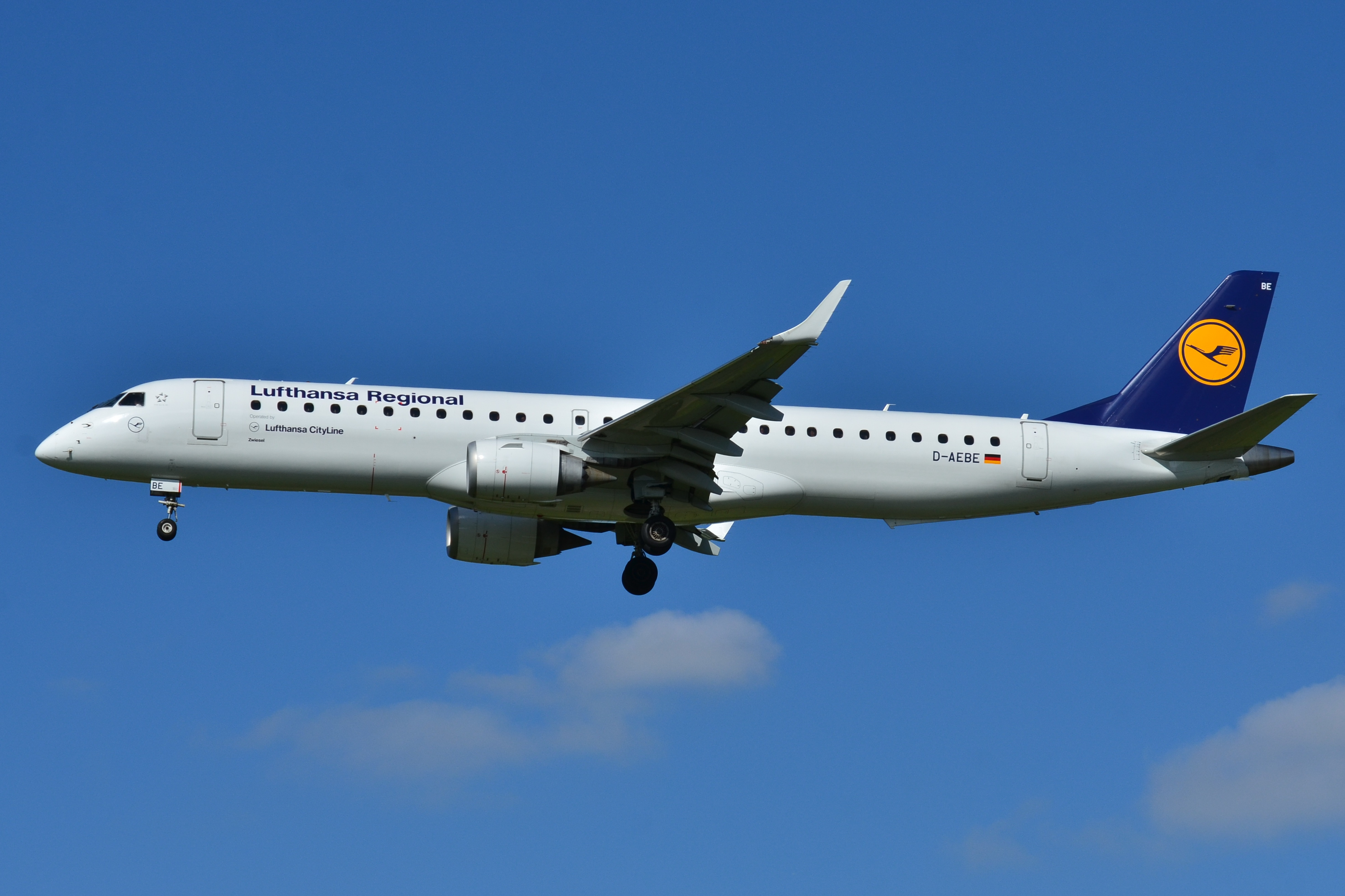
A Lufthansa Cityline egyik korábbi Embraer 195-ös repülőgépe

2022 decemberében a Lufthansa CityLine flottája a következő repülőgépekből áll:

### Korábbi flotta

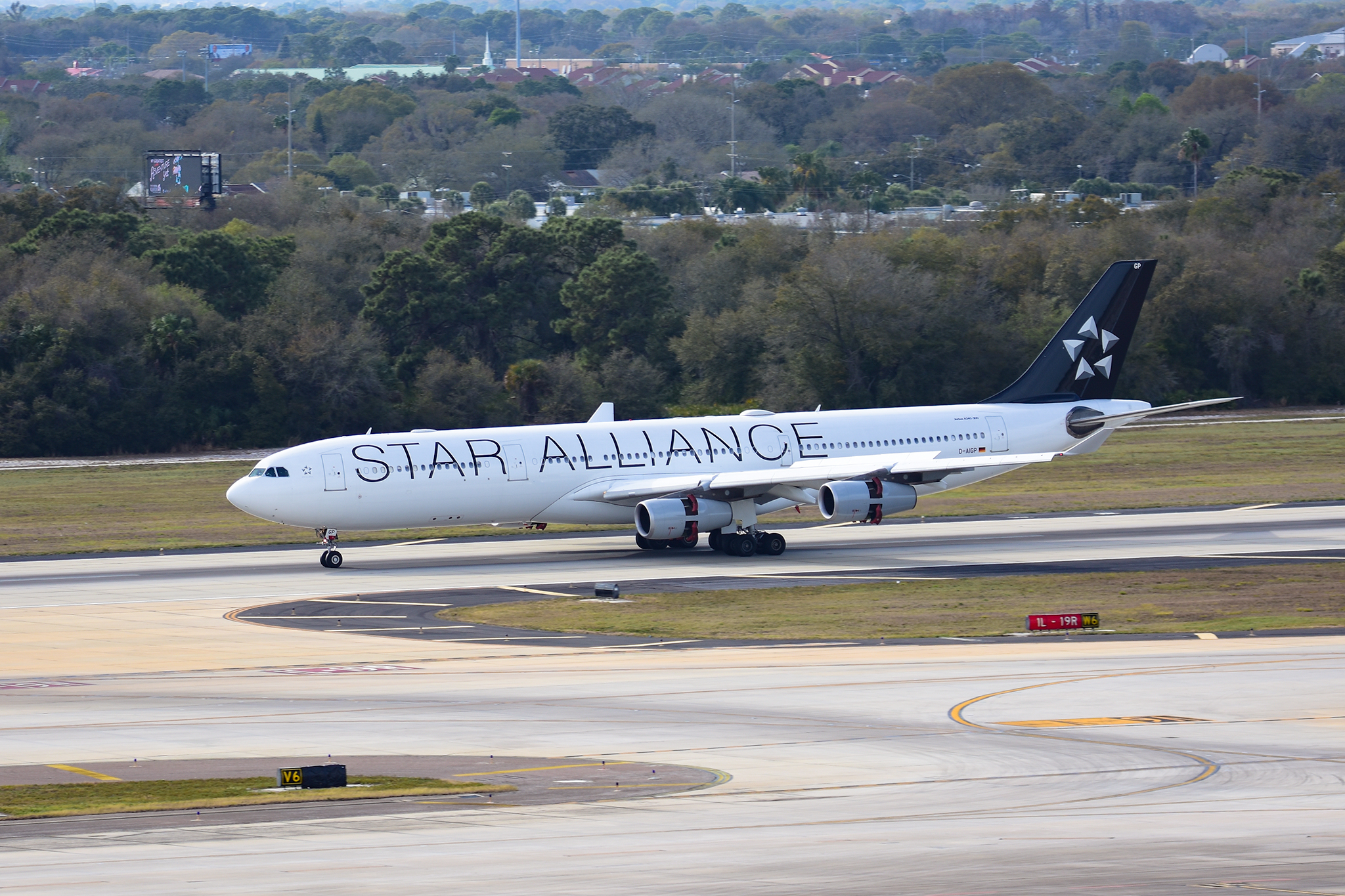
A Lufthansa CityLine korábbi Airbus A340-300-as repülőgépe

Az évek során a Lufthansa CityLine a következő repülőgéptípusokat üzemeltette:

## Balesetek és incidensek
- 1993. január 6-án a Lufthansa 5634-es számú, Brémából Párizsba tartó járata, amelyet a Lufthansa CityLine márkanév alatt a Contact Air Dash 8-300-as (D-BEAT lajstromjelű) repülőgépe teljesített, 1800 méterrel a Párizs-Charles de Gaulle repülőtér kifutópályája előtt a földnek csapódott, és a fedélzeten tartózkodó 23 utasból négyen meghaltak. A legénység négy tagja túlélte. A baleset azután történt, hogy a pilótának meg kellett szakítania a repülőtér végső megközelítését, mert a kifutópályát lezárták, mivel az előtte leszálló repülőgép, a Korean Air Boeing 747-esének a leszálláskor kidurrant a kereke.[20]
- 1999. december 28-án a Lufthansa 5293-as számú, Prágából Düsseldorfba tartó, a Lufthansa CityLine által egy Bombardier CRJ100-as típusú (D-ACJA lajstromjelű) repülőgéppel üzemeltetett járatának fedélzetén egy utas azt állította, hogy bomba van a fedélzeten, és követelte a járat útvonalának megváltoztatását az Egyesült Királyság felé. A pilóták meggyőzték, hogy a düsseldorfi repülőtéren szálljanak le tankolni, ahol végül az összes utas elhagyta a gépet (sokan közülük nem tudtak a gépeltérítési kísérletről), és az elkövetőt letartóztatták.[21]
- 2014. július 5-én a Lufthansa 1360-as számú, Frankfurtból Katowicébe tartó járata, amelyet a Lufthansa CityLine egy Bombardier CRJ700-as típusú (D-ACPJ lajstromjelű) repülőgéppel üzemeltetett, a katowicei repülőtér még meg nem nyitott és építés alatt álló kifutópályáján landolt. Senki sem sérült meg, és a repülőgép később egy technikai repülést hajtott végre, hogy a megfelelő kifutópályán szálljon le. Az esetet a lengyel hatóságok még vizsgálják.[22]

## Fordítás
Ez a szócikk részben vagy egészben  a   Lufthansa CityLine című angol Wikipédia-szócikk ezen változatának fordításán alapul.  Az eredeti cikk szerkesztőit annak laptörténete sorolja fel. Ez a jelzés csupán a megfogalmazás eredetét és a szerzői jogokat jelzi, nem szolgál a cikkben szereplő információk forrásmegjelöléseként.